# Vegas Stakes
Vegas Stakes è un videogioco pubblicato per alcuni tipi di console Nintendo tra le quali SNES e Gameboy.

## Modalità di gioco
Il gioco è ambientato nei più grandi e lussuosi casinò di Las Vegas e consente di giocare da uno a quattro giocatori a cinque tipologie di gioco: Blackjack, Roulette, Slot machine, Craps e Poker 7 card Stud.
All'inizio del gioco, quattro protagonisti compagni di gioco, Cliff, Maria, Isabelle e Richard si recano in limousine a Las Vegas, per alloggiare all'hotel del casinò Golden Paradise; il giocatore dovrà scegliere un accompagnatore tra questi disponibili e partirà con una cifra iniziale di $1'000. Durante le partite il compagno di gioco farà di tutto per incrementare il valore del denaro del giocatore scommettendo alla lotteria o rovistando negli alloggi del giocatore.
Di tanto in tanto, a una vittoria dopo l'altra, il giocatore verrà importunato da altri concorrenti: con la scusa di voler vendere un orologio, un diamante, un biglietto della lotteria, essere accompagnati all'infermeria o addirittura di smacchiare la camicia del giocatore, possono rivelarsi truffatori o borseggiatori; in alcune circostanze sapranno però essere riconoscenti e non esitano a ricompensare il giocatore.
Il giocatore si impegna tanto per continuare a vincere denaro a volontà: quando ha raggiunto la quota di $100'000 il giocatore può alloggiare nel Laurel Palace, il più lussuoso hotel con il più lussuoso casinò del gioco. Là non ci sarà limite di puntata (eccetto per la slot machine), e quando il giocatore raggiungerà la cifra di $10'000'000 concluderà il gioco con gran successo. Al contrario, ogni qualvolta che il giocatore riduce drasticamente il suo budget non potrà accedere a determinati casinò, se perde tutto il gioco è finito.
. Nella modalità multigiocatore non è possibile giocare a Poker.